# Komórki Betza
Komórki Betza lub olbrzymie komórki piramidowe – rodzaj neuronów piramidowych zlokalizowanych w V warstwie istoty szarej pierwszorzędowej kory ruchowej (M1). Zostały opisane w 1874 roku przez ukraińskiego anatoma i histologa Władimira Betza. Są to jedne z największych komórek ośrodkowego układu nerwowego, ich perikariony mają nawet 100 μm średnicy. Komórki Betza wysyłają aksony do rdzenia kręgowego, gdzie tworzą synapsy z komórkami rogów przednich, stanowią zatem pierwszy neuron dróg piramidowych (nazwa komórek piramidowych wzięła się jednak od ich kształtu, zanim poznano dokładny przebieg dróg piramidowych). Komórki Betza mają jeden apikalny dendryt, jak inne komórki piramidowe, poza nim mają też liczne odgałęziające się w różnych komórkach asymetryczne dendryty, z których większość dochodzi do warstw V i VI kory, a także głębiej, do istoty białej mózgu. Według jednej pracy, komórki Betza stanowiły do 10% populacji wszystkich komórek piramidowych warstwy Vb pierwotnej kory ruchowej.